# Napeogenes apobsoleta
Napeogenes apobsoleta är en fjärilsart som beskrevs av William James Kaye 1918. Napeogenes apobsoleta ingår i släktet Napeogenes och familjen praktfjärilar. Inga underarter finns listade i Catalogue of Life.